# Бъз
Бъз (Sambucus) е род двусемеделни растения от около 30 вида, основно разпространени в умерения пояс на северното полукълбо, но има и в южното. Повечето са храсти или ниски дървета. В България виреят 3 вида: черен, червен бъз и бъзак (тревист бъз).
Внимание: зелените или недоузрели плодове, както и семената на зрелите плодове съдържат самбуцин и самбунигрин, които са отровни. И при трите вида бъз плодовете имат високо съдържание на витамин С.

## Видове
- Черни бъзове – растат в топлите части на Европа и Северна Америка; храстовидни до височина 5 – 8 м, понякога дървета до 15 м; черни до тъмносини плодове.
  - Sambucus caerulea (S. glauca) – западната част на Северна Америка
  - Sambucus canadensis – източната част на Северна Америка
  - Sambucus mexicana – Мексико и Централна Америка
  - Sambucus nigra (черен бъз) – Европа и Западна Азия
  - Sambucus simpsonii – югоизточните щати на САЩ
  - Sambucus peruviana – северните части на Южна Америка
  - Sambucus velutina – югозападните части на Северна Америка
- Червени бъзове – разглеждани като група видове или като подвидове на Sambucus racemosa, разпространени в по-студените региони в северното полукълбо. Ниски храсти с ярко-червени плодове, рядко достигащи до височина 3 – 4 м.
  - Sambucus callicarpa – западното крайбрежие на Северна Америка
  - Sambucus chinensis – в планините на Източна Азия
  - Sambucus microbotrys – в планините на югозападните части на Северна Америка
  - Sambucus pubens – северните части на Северна Америка
  - Sambucus racemosa (червен бъз) – Северна Европа, северозападните части на Азия
  - Sambucus sieboldiana – Корея и Япония
  - Sambucus tigranii – в планините на Югозападна Азия
  - Sambucus williamsii – Югоизточна Азия
- Sambucus melanocarpa е междинен вид между черните и червените бъзове. Според някои се класифицира като подвид на червения бъз (S. racemosa melanocarpa). Разпространен в западните части на Северна Америка. Ниски храсти, рядко достигащи до височина 3 – 4 м.
- Австралийски бъзове – два вида храсти с бели или жълти плодове, достигащи до 3 м.
  - Sambucus australasica – Нова Гвинея, източните части на Австралия
  - Sambucus gaudichaudiana – сенчести райони в югоизточните части на Австралия

- Тревисти бъзове – за разлика от другите видове са тревисти многогодишни растения, от чийто корен всяка година излиза ново стъбло с едно съцветие. Достигат до 1,5 – 2 м височина.
  - Sambucus adnata – Хималаи и Източна Азия
  - Sambucus ebulus (бъзак) – Централна и Южна Европа, Северозападна Африка и Югоизточна Азия